# 3e Luftwaffen-Felddivisie
De Duitse 3e Luftwaffen-Felddivisie (Duits: 3. Luftwaffen-Feld-Division) was een Duitse infanteriedivisie tijdens de Tweede Wereldoorlog. De divisie werd al snel overgebracht naar Heeresgruppe Mitte en werd daar begin 1944 grotendeels vernietigd en daarna opgeheven.

## Geschiedenis

### Oprichting en inzet in 1942/43
De 3e Luftwaffen-Felddivisie werd in september 1942 in Luftgau III op Oefenterrein Groß-Born gevormd uit het Flieger-Regiment 11 plus overtollig Luftwaffe-personeel.
Na een opleidingstijd van twee maanden, werd de divisie verplaatst naar het gebied rond Nevel. Daar werd de divisie in oktober 1943 niet direct aangevallen in het Nevel Offensief van het Rode Leger.

### Overgenomen in hetHeer
Op 1 november 1943 werd de divisie zuidoostelijk van Nevel overgenomen door het Heer en kreeg de benaming 3e Felddivisie (L) (Duits: 3. Feld-Division (L)), waarbij de L voor Luftwaffe stond. In het algemeen werd (ook in officiële documentatie) de naam 3e Luftwaffen-Felddivisie verder gevoerd. Hierbij moest de divisie zijn 4e Afdeling (IV. Abt., (Flak)) van het artillerieregiment afstaan. Deze bleef in de Luftwaffe en werd I./Flak-Regiment 43. 

### Inzet 1943/44
De Sovjettroepen geraakten in het Nevel Offensief in december 1943 wel op zo’n 30 km achter de divisie. Deze moest daarop terugtrekken vanaf het Usvyatskoye-meer. Tijdens deze terugtocht leed de divisie zware verliezen aan mensen en materieel. Na deze zware verliezen werd de divisie alleen noch als Kampfgruppe ingezet.

### Einde
De 3e Luftwaffen-Felddivisie werd op 22 januari 1944 bij Vitebsk opgeheven.
De resten van de divisie werden verdeeld over de 4e en 6e Luftwaffen-Felddivisie. Van het Artillerieregiment werd de I. Abt. de III./6 en de II. Abt. werd III./4 van beide divisies.

## Slagorde
- vier Infanteriebataljons I. – IV. (zonder regimentsstaf)
- Panzerjäger-Abteilung Luftwaffen-Feld-Division 3
- Artillerie-Abteilung Luftwaffen-Feld-Division 3
- Flak-Abteilung Luftwaffen-Feld-Division 3
- Radfahrer-Kompanie Luftwaffen-Feld-Division 3
- Luftnachrichten-Kompanie Luftwaffen-Feld-Division 3
- Pionier-Kompanie Luftwaffen-Feld-Division 3
- Kommandeur der Nachschubtruppen Luftwaffen-Feld-Division 3

In januari 1943 nam het nieuw opgerichte Luftwaffen-Artillerie-Regiment 3 de Panzerjäger-, Artillerie- en Flak-Abteilungen onder zich.

## Commandanten
| Rang                                           | Naam             | Begin             | Eind            |
| ---------------------------------------------- | ---------------- | ----------------- | --------------- |
| Generalmajor vanaf 1 juli 1943 Generalleutnant | Robert Pistorius | 26 september 1942 | 22 januari 1944 |

Generalleutnant Pistorius ging op 1 november 1943 over van de Luftwaffe naar het Heer en was daarmee een van de weinige commandanten van een Luftwaffen-Felddivisie die overging naar het Heer.
 

## Bovenliggende bevelslagen
| Legerkorps              | Leger                               | Legergroep         | Plaats/regio | Begin            | Eind             |
| ----------------------- | ----------------------------------- | ------------------ | ------------ | ---------------- | ---------------- |
| 2e Luftwaffen-Feldkorps | Gruppe Chevallerie (59e Legerkorps) | Heeresgruppe Mitte | Nevel        | oktober 1942     | 6 november 1942  |
| 2e Luftwaffen-Feldkorps | 11. Armee                           | Heeresgruppe Mitte | Nevel        | 6 november 1942  | 21 november 1942 |
| 2e Luftwaffen-Feldkorps | 3. Panzerarmee                      | Heeresgruppe Mitte | Nevel        | 21 november 1942 | november 1943    |
| 9e Legerkorps           | 3. Panzerarmee                      | Heeresgruppe Mitte | Vitebsk      | november 1943    | december 1943    |
| 53e Legerkorps          | 3. Panzerarmee                      | Heeresgruppe Mitte | Vitebsk      | december 1943    | 22 januari 1944  |